# Lopaca
Lopaca este o localitate din comuna Šentjur, Slovenia, cu o populație de 130 de locuitori.